# Ein Mädchen für immer
Ein Mädchen für immer ist ein Lied des deutschen Schlagersängers, Liedtexters und Musikproduzenten Peter Orloff. Das Stück ist die erste Singleauskopplung aus seinem gleichnamigen dritten Studioalbum.

## Entstehung und Veröffentlichung
Entstehung
Geschrieben wurde das Lied gemeinsam von Chris Andrews und Peter Orloff. In Zusammenarbeit mit Gerd Hämmerling und Peter Meisel, zeichnete Orloff ebenfalls für die Produktion von Ein Mädchen für immer verantwortlich. Arrangiert wurde das Stück unter der Leitung von Dieter Zimmermann. Das Lied wurde durch den Nero Musikverlag vertrieben.
Veröffentlichung
Die Erstveröffentlichung von Ein Mädchen für immer erfolgte als 7″-Single in Deutschland, unter dem britischen Musiklabel Decca Records (Katalog: D 29 078) im Februar 1971. Als B-Seite enthält die Single das Lied Halt – Bleib doch steh’n. Auf dem Frontcover der Single ist lediglich – neben Künstlernamen und Liedtitel – das Gesicht von Orloff, vor einem verschwommenen natürlichen Hintergrund, zu sehen. Die Rückseite des Covers beinhaltet eine Werbemaßnahme für das kommende Studioalbum Das brennt so heiß wie Feuer. Die Bildaufnahme des Frontcovers entstammt von der Kölner Bildagentur F. und S. Trawinski; das der Rückseite der Hamburger Bildagentur Wolfson. Ebenfalls 1971 erschien die gleiche Singleausführung in Belgien (Katalog: D 29 078). Die einzige Änderung, die im Vergleich zur deutschen Ausführung erfolgte, ist das Coverbild. Auf dem belgischen Frontcover ist lediglich der Künstlernamen sowie der Liedtitel in schwarzer und weißer Aufschrift, vor einem roten Hintergrund, zu sehen.
1973 nahm Orloff das Lied – für sein fünftes Studioalbum Eliza – in einer englischsprachigen Version mit dem Titel Leave Me or Love Me auf. 1984 erschien, unter dem Musiklabel BR Music, eine Neuauflage der Single in den Niederlanden (Katalog: 45080). Die 7"-Single beinhaltet nicht wie zuvor Halt – Bleib doch steh’n, sondern das Lied Das brennt so heiß wie Feuer als B-Seite. Das Coverbild zeigt ein schwarz-weiß Porträt von Orloff. 2019 nahm Orloff an der 13. Staffel der RTL-Show Ich bin ein Star – Holt mich hier raus! teil. Im Zuge des hohen Medieninteresses veröffentlichte Orloff zu Promotionzwecken eine Neuauflage von Ein Mädchen für immer als Einzeldownload am 11. Januar 2019. Die Neuauflage entstand unter der Produktion von Oliver deVille.
Promotion
Um das Lied zu bewerben erfolgten unter anderem drei Liveauftritte in den ZDF-Musikshow ZDF-Hitparade zu Beginn des Jahres 1971. Des Weiteren gab Orloff in der deutschen Filmkomödie Die tollen Tanten schlagen zu sein Schauspieldebüt im September 1971. Inmitten des Films singt Orloff das Lied, während Szenen von ihm sowie Rudi Carrell, Mascha Gonska, Hansi Kraus und Ilja Richter zu sehen sind. 2009 traten Andrews und Orloff gemeinsam in der SWR-Sendung Fröhlicher Alltag auf, in der sie gemeinsam die deutsche Version Ein Mädchen für immer und die englische Version Leave Me or Love Me sangen.

## Inhalt
Der Liedtext zu Ein Mädchen für immer ist in deutscher Sprache verfasst. Die Musik wurde von Chris Andrews komponiert und der Text von Peter Orloff geschrieben. Der Liedtext zur englischsprachigen Version Leave Me or Love Me ist eine Adaption des deutschsprachigen Textes, der von Andrews übersetzt wurde. Musikalisch bewegt sich das Lied im Bereich des Schlagers. Die Komposition ist in C-Dur verfasst. Aufgebaut ist das Lied auf drei Strophen, einem Refrain sowie eine Bridge. Das Lied beginnt mit der ersten Strophe, auf die direkt der Refrain folgt. Nach dem Refrain folgt die zweite Strophe, an dessen Ende sich eine Bridge sowie danach der zweite Refrain anschließen. Der gleiche Vorgang wiederholt sich mit der dritten Strophe. Das Lied endet nach dem dritten Refrain. Alle Zeilen des Liedes wurden als Kreuzreime verfasst.

„Ein Mädchen für immer und für alle Zeiten;

und nicht nur für heute, das wünsche ich mir.

Ein Mädchen für immer und für alle Zeiten;

und nicht nur für heute, das fehlt mir so sehr.“

## Musikvideo
Einen Tag vor dem Beginn der 13. Staffel von Ich bin ein Star – Holt mich hier raus!, an der Orloff teilnahm, veröffentlichte man zu Promotionzwecken erstmals ein offizielles Musikvideo zu Ein Mädchen für immer. Das Musikvideo wurde in Köln gedreht und feierte am 10. Januar 2019 auf YouTube seine Premiere. Zu sehen ist zum einen Orloff, der das Lied alleine an verschiedenen Schauplätzen singt. Man sieht ihn unter anderem an einem Fahrbahnrand in der Kölner Innenstadt, vor einem schwarzen Hintergrund der an einen Bluescreen erinnert oder auf einer Wiese stehend. Zum anderen sieht man Orloff, der sich zusammen mit einer Frau (gespielt von Nicole Mieth) zum Kaffee trifft. Die Gesamtlänge des Videos beträgt 3:25 Minuten. Regie führte der österreichische Manager Helmut Werner.

## Mitwirkende
| Liedproduktion - Chris Andrews: Komponist - Gerd Hämmerling: Musikproduzent - Peter Meisel: Musikproduzent - Peter Orloff: Gesang, Liedtexter, Musikproduzent - Dieter Zimmermann: Arrangement | Artwork - F. und S. Trawinski: Fotograf (Cover) - Wolfson: Fotograf (Cover) Unternehmen - Decca Records: Musiklabel - Nero Musikverlag: Verlag |

## Rezeption
Ein Mädchen für immer konnte einige Erfolge in der ZDF-Hitparade für sich verbuchen, was dazu führte, dass Orloff insgesamt drei Mal mit dem Lied in der Sendung auftrat. In der 19. Folge vom 23. Januar 1971 trat Orloff mit dem Lied als fünfte Neuvorstellung auf. In der nächsten Ausgabe vom 20. Februar 1971 konnte sich Ein Mädchen für immer auf dem fünften Platz positionieren. In der 21. Folge vom 20. März 1971 stieg das Lied um drei Plätze und landete auf dem zweiten Rang. Orloff musste sich lediglich Heino und dem Titel In einer Bar in Mexiko geschlagen geben. Aufgrund dessen, dass Orloff drei Mal mit dem Titel in der Hitparade auftrat, stand er mit diesem für die kommende Ausgabe nicht mehr zur Wahl.
Im Dezember 1990 erreichte das Original – als erster und einziger Oldie in der Geschichte der Sendung – die Spitzenposition in der Deutschen Schlagerparade des Südwestfunks.

## Kommerzieller Erfolg

### Chartplatzierungen
Ein Mädchen für immer erreichte in Deutschland Position 16 der Singlecharts und konnte sich insgesamt 18 Wochen in den Charts halten. Die Single wurde zum bis dato größten Erfolg von Orloff als Interpret und löste den bisher größten Single-Erfolg Es ist nie zu spät (Chartplatzierung: 17 / Chartdauer: 4 Monate) ab. Bis heute konnte sich keine Single von Orloff höher und länger in den deutschen Singlecharts platzieren. Orloff erreichte hiermit zum neunten Mal die deutschen Singlecharts als Interpret sowie zum fünften Mal als Autor und ebenfalls zum neunten Mal als Produzent. Für Andrews als Autor ist Ein Mädchen für immer der 14. Charterfolg in Deutschland. Meisel erreichte als Produzent hiermit zum 26. Mal die deutschen Singlecharts und Hämmerling nach Das brennt so heiß wie Feuer (Peter Orloff) zum zweiten Mal.
Außerhalb Deutschlands feierte die Single auch in Belgien und den Niederlanden Charterfolge. In Belgien wurde Ein Mädchen für immer zum Nummer-eins-Erfolg und zugleich zum einzigen Charterfolg in Orloffs Karriere. Orloff war damit nach Peter Maffay (Du) erst der zweite Deutsche, der es an die Spitzenposition der belgischen Singlecharts schaffte. Insgesamt hielt sich die Single eine Woche an der Chartspitze, fünf Wochen in den Top 10 und zwölf Woche in den Charts. Die Single Du wurde ebenfalls von Orloff geschrieben, damit ist Ein Mädchen für immer der zweite Nummer-eins-Erfolg für Orloff als Autor in Belgien und das binnen vier Monaten. Darüber hinaus erreiche Ein Mädchen für immer auch die niederländischen Singlecharts. Die Single erreichte mit Position neun seine höchste Notierung und hielt sich insgesamt vier Wochen in den Top 10 sowie acht Wochen in den Charts. Dies ist nach Roosmarie (Chartplatzierung: 25 / Wochen: 9) sein zweiter und bislang letzter Charterfolg als Interpret in den Niederlanden.

### Auszeichnungen für Musikverkäufe
Für den Verkauf von 500.000 Singles in Deutschland bekam Orloff von seinem Musiklabel eine Goldene Schallplatte überreicht.

## Coverversionen
Deutsch
- 1971 – Ralf Janssen: Der Sänger coverte das Stück im Jahr seiner Veröffentlichung und war damit unter anderem auf dem Sampler Schlager-Rallye 13 vertreten.[26]
- 1973 – Cliff Carpenter und sein Orchester: Das deutsche Studioorchester nahm eine Instrumentalversion des Liedes auf.[27]
- 2001 – Ulli Bastian: Der deutsche Schlagersänger coverte das Stück für sein Album Mega Schlager & Party Album.[28]
- 2004 – Christian König: Der deutsche Schlagersänger coverte das Lied für sein Album Party König.[29]
- 2016 – Dennie Christian: Der deutsche Schlagersänger nahm das Lied für sein in den Niederlanden erschienenes Album Zingt de grootste Duitse schlagers aller tijden! Deel 2 auf.[30]

Englisch
- 1989 – Chris Andrews: Der britische Koautor des Stücks nahm die englische Version Love Me or Leave Me selbst für sein Album Heart to Heart – All the Hits and More auf.[31]

Niederländisch
- 1984 – John Spencer: Der niederländische Musiker veröffentlichte erstmals eine niederländische Version des Stücks mit dem Titel Een meisje voor altijd. Das Stück erschien erstmals als 7"-Single (Katalog 818 868-7). Der niederländische Text stammt von Rob Peters.[33] Die Single erreichte Position 20 in den niederländischen Singlecharts und hielt sich insgesamt sechs Wochen in der Hitparade.[32]
- 1998 – Jo Vally: Der belgische Schlagersänger nahm die niederländische Version Een meisje voor altijd für sein Album Zingt Duitse klassiekers deel 1 (Nederlands gezongen) auf.[34]
- 2013 – Danny Fabry, der flämische Sänger veröffentlichte eine Promo-Single mit der niederländischen Version Een meisje voor altijd am 21. Januar 2013. Das Stück ist auch Teil seines Albums Mijn allermooiste hits.[35]
- 2013 – Bart Kaëll: Der belgische Sänger veröffentlichte eine niederländische Version mit dem Titel Het leven is zalig auf seinem Album 30.[36]